# Nothing about us without us
"Nothing about us without us"-"Không có gì về chúng tôi mà không có (sự tham gia của) chúng tôi" (tiếng Latinh: Nihil de nobis, sine nobis) là một khẩu hiệu được sử dụng để truyền đạt ý tưởng rằng không có chính sách nào được quyết định bởi bất kỳ đại diện nào mà không có sự tham gia đầy đủ và trực tiếp của thành viên (các) nhóm chịu ảnh hưởng bởi chính sách đó. Ở hiện tại, điều này thường liên quan đến các nhóm quốc gia, sắc tộc, người khuyết tật hoặc các nhóm thường bị lề hóa khỏi các cơ hội chính trị, xã hội và kinh tế khác.
Câu này có gốc gác từ truyền thống chính trị Trung Âu. Chính khẩu hiệu này đã giúp thiết lập - và, được dịch một cách lỏng lẻo sang tiếng Latin, cung cấp tên cho - hiến pháp năm 1505 của Ba Lan, Nihil novi, lần đầu tiên chuyển quyền điều hành từ quốc vương sang quốc hội. Sau đó, nó trở thành tiêu chuẩn cho các chuẩn mực dân chủ.
Đây cũng là một nguyên tắc lâu đời của luật pháp và chính sách đối ngoại của Hungary, và là nền tảng của chính sách đối ngoại của Ba Lan trong thời kỳ chiến tranh.
Người ta đã sử dụng dạng thức tiếng Anh của cụm từ này trong phong trào vì người khuyết tật những năm 1990. James Charlton kể lại rằng ông được nghe về cụm từ này lần đầu tiên là trong buổi nói chuyện của các nhà hoạt động vì người khuyết tật Nam Phi Michael Masutha và William Rowland. Những người này trước đó cũng được nghe câu này từ một nhà hoạt động ở Đông Âu giấu tên trong một hội nghị quốc tế về quyền của người khuyết tật. Năm 1998, Charlton đã sử dụng cụm từ này làm tiêu đề cho một cuốn sách về quyền của người khuyết tật. Nhà hoạt động vì quyền của người khuyết tật David Werner cũng đã sử dụng tựa đề tương tự cho một cuốn sách khác, cũng xuất bản năm 1998. Năm 2004, Liên Hợp Quốc đã sử dụng cụm từ này làm chủ đề cho Ngày Quốc tế Người khuyết tật  và nó cũng gắn liền với Công ước về Quyền của Người khuyết tật .
Khẩu hiệu này đã được sử dụng mở rộng đến các nhóm và phong trào về quyền khác bên ngoài cộng đồng về quyền của người khuyết tật.